# Anastazy (koptyjski patriarcha Aleksandrii)
Anastazy (ur. ?, zm. 18 grudnia 616) – w latach 605-616 36. patriarcha (papież) Koptyjskiego Kościoła Ortodoksyjnego. 